# Ironwood
Ironwood è una città degli Stati Uniti d'America, nella Contea di Gogebic, nello stato del Michigan. È una stazione sciistica attrezzata con piste per la pratica dello sci alpino; ospita anche un trampolino per il volo con gli sci, il Copper Peak, ora in disuso.
Qui nacque il cestista George Nelmark.